# Barry (série télévisée)
Pour les articles homonymes, voir Barry.
Barry est une série télévisée américaine de comédie noire en 32 épisodes d'environ 30 minutes créée par Alec Berg et Bill Hader, diffusée entre le 25 mars 2018 et le 28 mai 2023 sur HBO et HBO Canada.
La série met en scène les péripéties d'un ancien marine américain qui mène une double carrière de tueur à gage et d'aspirant comédien à Los Angeles.
En France et en Suisse, cette série est diffusée en version multilingue sur OCS City à partir du 26 mars 2018, et au Québec du 12 avril 2018 à Super Écran, puis rediffusée depuis l'automne 2019 sur Ztélé. Depuis mars 2023, elle est disponible via le Pass Warner sur Prime Video. Elle est inédite dans les autres pays francophones.

## Synopsis
La série met en scène Barry Berkman (joué par Bill Hader, également créateur et réalisateur de tous les épisodes), un ancien marine américain de Cleveland reconverti en tueur à gages associé à Monroe Fuches (Stephen Root), qui, en déplacement à Los Angeles pour exécuter une cible, se mêle fortuitement à un cours de théâtre donné par Gene Cousineau (Henry Winkler) un acteur raté et prétentieux. Il y rencontre l'actrice en herbe Sally Reed (Sarah Goldberg) dont il tombe amoureux commence alors à remettre le sens de sa vie en question mais, tout en suivant les cours d'art dramatique, doit poursuivre ses activités de tueur et gérer les péripéties occasionnées par ses démêlés avec un gang tchétchène établi à Los Angeles.

## Distribution

### Acteurs principaux
- Bill Hader (VF : Emmanuel Garijo) : Barry Berkman / Barry Block
- Sarah Goldberg (VF : Ingrid Donnadieu) : Sally Reed
- Stephen Root (VF : Paul Borne) : Monroe Fuches
- Anthony Carrigan (VF : Damien Boisseau) : NoHo Hank
- Henry Winkler (VF : Nicolas Marié) : Gene Cousineau
- Sarah Burns (VF : Edwige Lemoine) : Mae Dunn (saison 3, récurrente saison 2)

Illustration des acteurs principaux

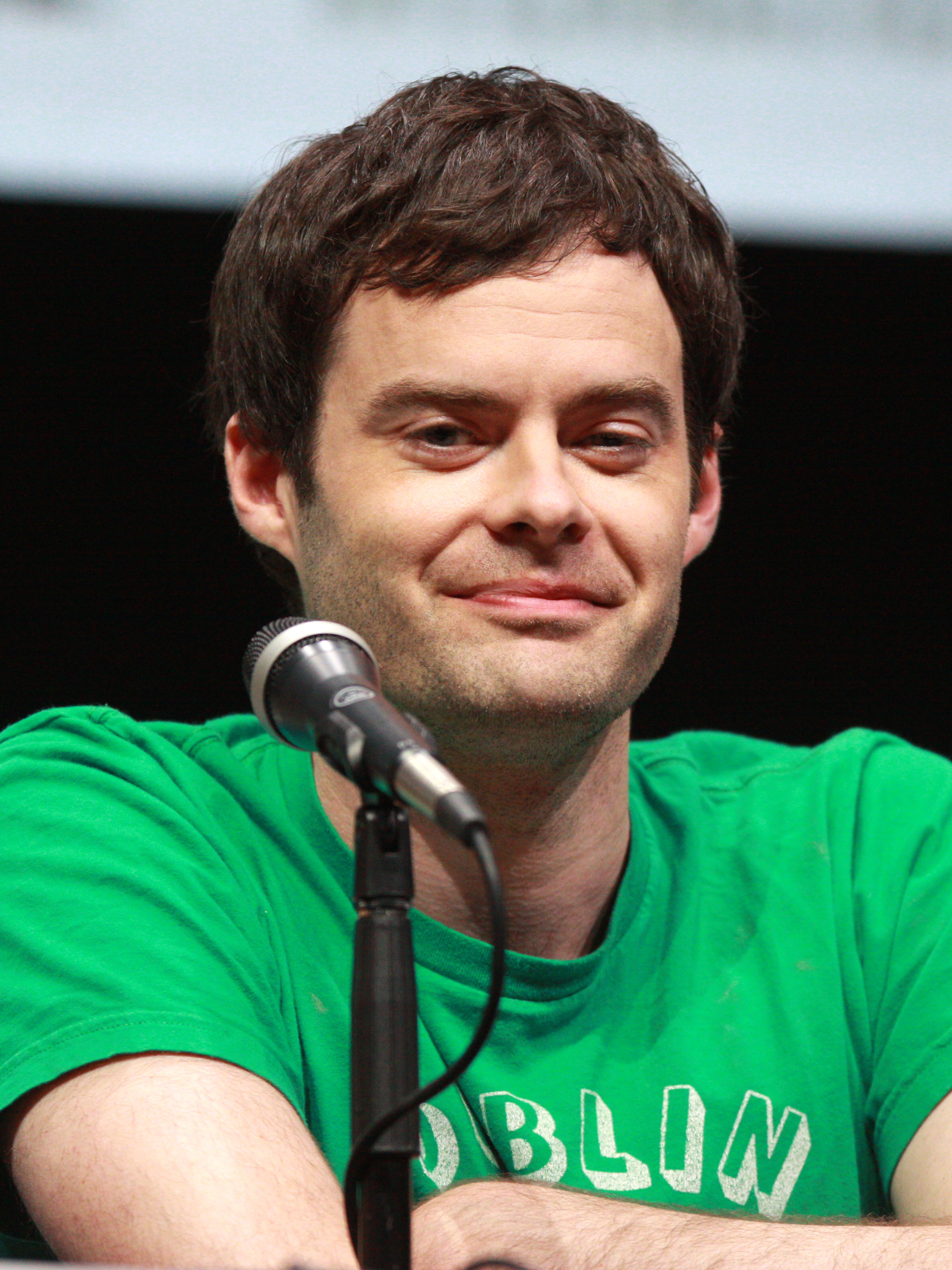
Bill Hader interprète Barry Berkman / Barry Block.
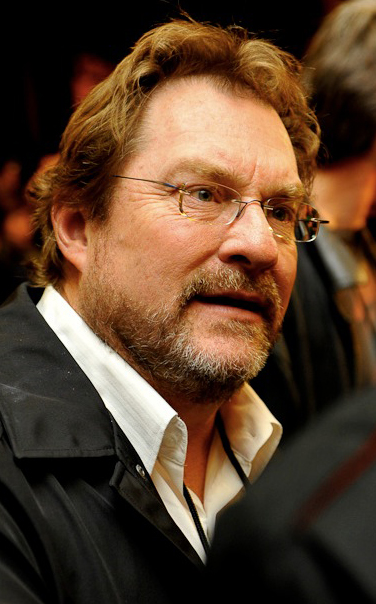
Stephen Root interprète Monroe Fuches.
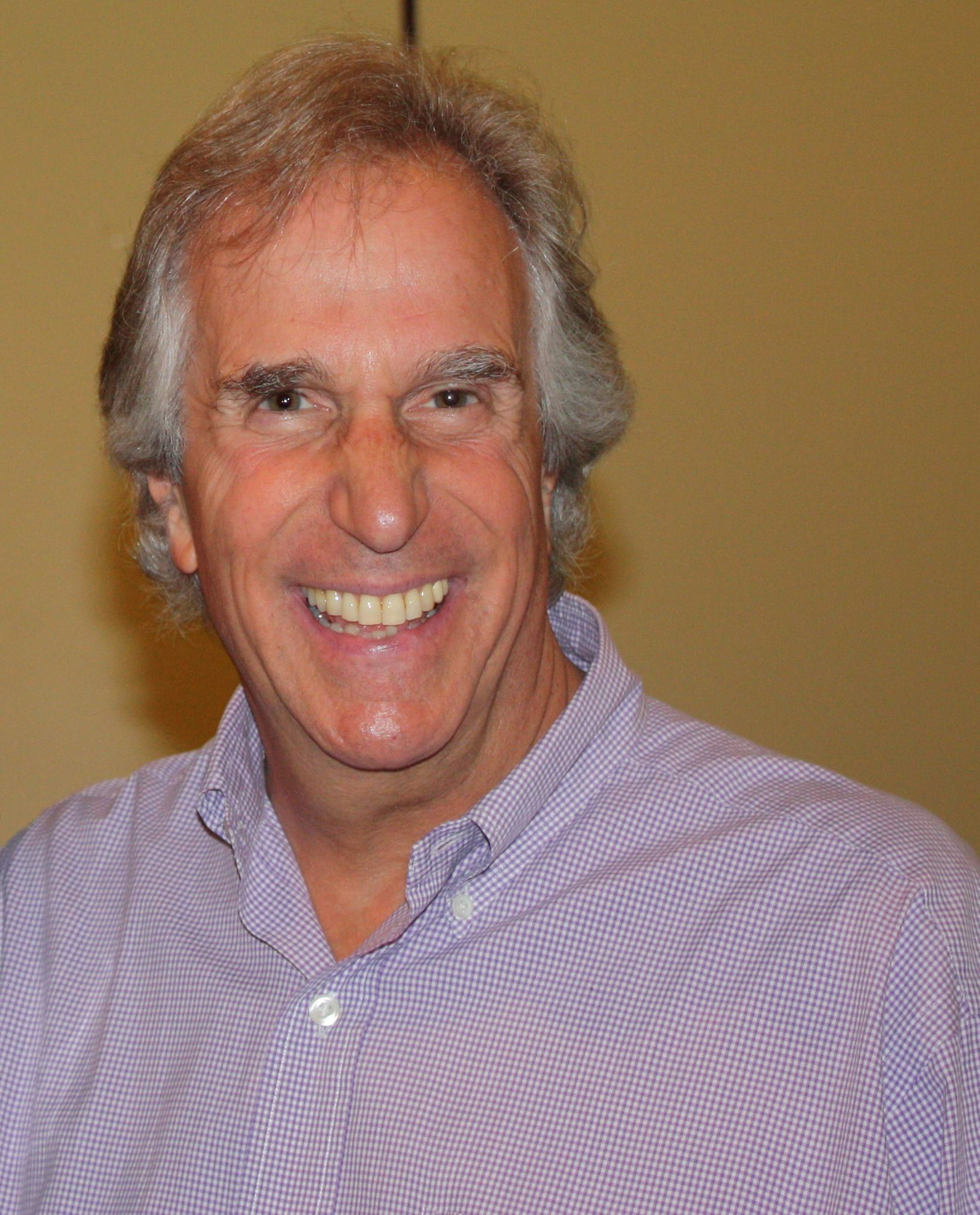
Henry Winkler interprète Gene Cousineau.

### Acteurs récurrents
- Glenn Fleshler (en) (VF : Marc Perez) : Goran Pazar (saison 1, invité saison 3)
- Darrell Britt-Gibson (en) (VF : Jean-Baptiste Anoumon) : Jermaine
- Andy Carey (VF : Damien Witecka) : Eric (saisons 1 et 2)
- Paula Newsome (VF : Sophie Riffont) : inspecteur Moss (saison 1, invitée saison 2)
- John Pirruccello (VF : Guillaume Lebon) : inspecteur Loach (saisons 1 et 2)
- Kirby Howell-Baptiste (VF : Fily Keita) : Sasha (saisons 1 et 2)
- D'Arcy Carden (VF : Armelle Gallaud) : Natalie
- Mark Ivanir (VF : Miglen Mirtchev) : Vacha (saison 1, invité saison 3)
- Dale Pavinski (VF : Eilias Changuel) : Taylor (saison 1)
- Rightor Doyle (VF : Mathias Kozlowski) : Nick
- Marcus Brown (VF : Jérémy Prévost) : Vaughn (saison 1)
- Jessy Hodges (VF : Marie Tirmont) : Lindsay Mandel (saisons 2 et 3)
- Nikita Bogolyubov (VF : Gabriel Bismuth-Bienaimé) : Mayrbek (saison 2, invité saison 3)
- Troy Caylak : Akhmal (saisons 2 et 3)
- JB Blanc : Batir (saisons 2 et 3)
- Nick Gracer : Yandal (saisons 2 et 3)
- James Hiroyuki Liao : Albert Nguyen (saisons 2 et 3)
- Andrew Leeds (VF : Anatole de Bodinat) : Leo Cousineau (saisons 2 et 3)
- Patricia Fa'asua (VF : Emmanuelle Rivière) : Esther (saison 2, invitée saison 3)
- Elizabeth Perkins : Diane Villa (saison 3)
- Elsie Fisher : Katie (saison 3)
- Miguel Sandoval : Fernando (saison 3)
- Eli Michael Kaplan : Gordon Cousineau (saison 3)
- Laura San Giacomo : Annie (saison 3)
- Fred Melamed : Tom Posorro (saison 3)
- Robert Wisdom (VF : Günther Germain) : Jim Moss (saison 3)
- Jolene Van Vugt (VF : Patricia Spehar) : Traci (saison 3)

### Invités
- Larry Hankin : Stovka (saison 1)
- Michael Ironside : Andrei, chef de la mafia Tchétchène (saison 3, épisode 5 et saison 4, épisode 4)
- Michael Bofshever (VF : Pierre Tessier) : George Krempf
- Kat Foster (en) (VF : Edwige Lemoine) : Liv
- Robert Curtis Brown (VF : Pierre-François Pistorio) : Mike Hallman (saison 1)
- Karen David (VF : Kelly Marot) : Sharon Lucado
- Jon Hamm (VF : Bruno Choël) : Jon Hamm
- Chris Marquette (VF : Sébastien Desjours) : Chris Lucado (saison 1, invité saison 3)
- Ross Philips (VF : Gauthier Battoue) : Zach Burrows
- Michael Irby (VF : Boris Rehlinger) : Cristobal Sifuentes
- Joe Mantegna: Lui-même
- Cameron Britton (VF : Benjamin Gasquet) : Simmer (saison 1)
- Tyler Jacob Moore (en) (VF : Adrien Antoine) : Ryan Madison (saison 1)
Version française
  - Société de doublage : Lylo Productions[4]
  - Direction artistique : Valérie de Vulpian[5]
  - Adaptation des dialoges : Amélie Audefroy-Wallet, Agnès Pauchet[5]

 Source et légende : version française (VF) sur RS Doublage et selon le carton du doublage français télévisuel.

## Production

### Développement
Le 11 janvier 2016, il a été annoncé que HBO avait donné à la production une commande de court-métrage. L'épisode devait être dirigé par Bill Hader, qui devait également coécrire et produire aux côtés d'Alec Berg.
Le 2 juin 2016, il a été annoncé que HBO avait donné à la production une commande en série,.
Le 12 avril 2018, il a été annoncé que HBO avait renouvelé la série pour une deuxième saison.
Le 10 avril 2019, la série est renouvelée pour une troisième saison.
La quatrième et dernière saison débute le 19 mai 2022 et se conclut le 28 mai 2023.

### Attribution des rôles
Simultanément avec l'annonce de la commande du court métrage, il a été confirmé que Bill Hader serait présent.
En février 2016, il a été annoncé que Sarah Goldberg, Glenn Fleshler, Anthony Carrigan, Henry Winkler et Stephen Root avaient été les acteurs principaux du projet de court métrage de la série.

### Tournage
La série a commencé à tourner en 2017 autour de la région de Los Angeles.

### Fiche technique
Sauf indication contraire, les informations mentionnées dans cette section peuvent être confirmées par la base de données cinématographiques IMDb,  présente dans la section « Liens externes ».
- Titre : Barry
- Création : Alec Berg, Bill Hader
- Réalisation : Alec Berg, Bill Hader, Maggie Carey, Hiro Murai
- Scénario : Alec Berg, Bill Hader, Duffy Boudreau, Sarah Solemani, Ben Smith, Emily Heller, Liz Sarnoff
- Photographie : Brandon Trost, Paula Huidobro
- Musique :
  - Compositeur(s) : David Wingo
  - Thème d'ouverture : Change for the World par Charles Bradley
- Production :
  - Producteur(s) : Aida Rodgers, Emily Heller
  - Producteur(s) exécutive(s) : Alec Berg, Bill Hader
- Société(s) de production : Alec Berg Inc., Hanarply
- Société(s) de distribution : Warner Bros. Television Distribution
- Pays d'origine :  États-Unis
- Langue originale : Anglais
- Format :
  - Format image : 1080i (HDTV)
  - Format audio : 5.1 surround
- Genre : Humour noir
- Durée : 30 minutes
- Diffusion :  États-Unis,  Canada,  France,  Suisse
- Public :  Déconseillé aux moins de 12 ans

## Épisodes

### Première saison (2018)
1. Chapitre un : Visez juste (Chapter One: Make Your Mark)
2. Chapitre deux : Laissez parler vos émotions (Chapter Two: Use It)
3. Chapitre trois : Ne choisissez pas la facilité (Chapter Three: Make the Unsafe Choice)
4. Chapitre quatre : Restez fidèles… à vos désirs (Chapter Four: Commit… To You)
5. Chapitre cinq : Faites votre boulot (Chapter Five: Do Your Job)
6. Chapitre six : Écoutez avec les oreilles, réagissez avec le visage (Chapter Six: Listen with Your Ears, React with Your Face)
7. Chapitre sept : Fort, vite et ne vous arrêtez jamais (Chapter Seven: Loud, Fast, and Keep Going)
8. Chapitre huit : Traquez la vérité (Chapter Eight: Know Your Truth)

### Deuxième saison (2019)
Elle est diffusée depuis le 31 mars 2019.
1. Le spectacle continue, a priori (The Show Must Go On, Probably?)
2. Le Pouvoir du non (The Power of No)
3. Passé ≈ présent x futur sur hier (Past ≈ Present x Future Over Yesterday)
4. Quoi ?! (What?!)
5. Ronny/Lily (ronny/lily)
6. Une pointe de vérité (The Truth Has a Ring to It)
7. L'Audition (The Audition)
8. Barry Berkman > Barry Block (berkman > block)

### Troisième saison (2022)
Initialement prévu pour mars 2020, le tournage de la troisième saison est reporté en raison de la pandémie de Covid-19. Elle est diffusée depuis le 24 avril 2022.
1. Pardonner Jeff (forgiving jeff)
2. Pas la même limonade (limonada)
3. Ben Mendelsohn (ben mendelsohn)
4. À toutes les sauces (all the sauces)
5. C'est quoi ce bordel ? (crazytimeshitshow)
6. Beignets by Mitch (710N)
7. Les Mauviettes (candy asses)
8. Là où j'irai après (starting now)

### Quatrième saison (2023)
Cette quatrième et dernière saison de huit épisodes est diffusée depuis le 16 avril 2023.
1. rien ne va plus (yikes)
2. la meilleure table de l'univers (bestest place on the earth)
3. you're charming
4. it takes a psycho
5. tricky legacies
6. the wizard
7. a nice meal
8. wow

## Univers de la série

### Les personnages

#### Personnages principaux
- Barry Berkman / Barry Block est un tueur à gages devenu acteur qui se trouve pris entre la superficialité du monde du divertissement et le dessous sombre et louche de la scène de crime organisé de Los Angeles. Il a hâte de mettre ses antécédents criminels derrière lui pour devenir un artiste à temps plein, mais n'arrive pas à empêcher son passé sanglant de s'infiltrer dans la nouvelle vie qu'il essaie de se construire.
- Monroe Fuches est un vieil ami de la famille de Barry qui l’a préparé à une carrière de tueur à succès après le départ de ce dernier aux Marines. C'est un lâche et un égocentrique, entraînant souvent Barry dans une vie de crime pour servir ses intérêts personnels, que ce soit l'argent, le pouvoir ou la vengeance.
- Sally Reed est une actrice narcissique mais talentueuse dans la classe des acteurs de Barry puis également son principal intérêt amoureux. Elle est déterminée à devenir une actrice célèbre et marche souvent autour d'elle-même pour réaliser ses rêves, qu'elle le réalise ou non.
- Goran Pazar (saison 1) est le chef de la mafia tchétchène qui emploie Barry pour chasser un homme qui a couché avec sa femme.
- NoHo Hank est un membre extrêmement positif de la mafia tchétchène et le bras droit de Goran. Il deviendra plus tard le chef de la mafia tchétchène lui-même, mais se débat avec la responsabilité de gérer un groupe de criminels organisés lorsqu'il n'est pas une personne intrinsèquement violente.
- Gene Cousineau est un entraîneur par intérim et mentor de Barry. Il sert de figure paternelle à Barry pour l’aider à surmonter certaines des atrocités qu’il a commises tout au long de sa vie. Cependant, il est aussi incroyablement obsédé par lui-même et ne semble que rarement aider ses étudiants, sauf s’il a quelque chose de précieux à leur offrir.

#### Personnages récurrents
- La détective Janice Moss (saison 1) est une policière enquêtant sur le meurtre de Ryan Madison et l'amour amoureux de Gene Cousineau.
- Cristobal Sifuentes est le chef de la mafia bolivienne.
- Sasha Baxter est une actrice britannique de la classe des acteurs de Gene Cousineau.
- Natalie Greer est une actrice et amie de Sally Reed. Elle est souvent l'assistante personnelle de Gene Cousineau pendant les cours de théâtre.
- Jermaine Jefrint est un acteur dans la classe des acteurs de Gene Cousineau qui est l'un des colocataires de Barry.
- Eric est un acteur dans la classe de Gene Cousineau avec une propension à la poésie slam et au rap, dont il n'a aucun talent.
- Antonio Manuel est un acteur portoricain dans la classe de Gene Cousineau.
- Le détective John Loach (saison 1 et 2) est le partenaire perpétuellement déprimé de Moss, qui se retrouve ensuite à enquêter sur Barry.
- Nick Nicholby est un acteur gai dans la classe de Gene Cousineau et l'un des colocataires de Barry.
- Mayrbek est une élève étoilée de la nouvelle armée tchétchène.
- Lindsay Mandel (saison 2) est l'agent de Sally.
- Taylor Garrett (saison 1) est un ancien soldat.
- Sharon Lucado (saison 1) est la femme de Chris Lucado.
- Chris Lucado (saison 1) est un ancien officier de la logistique maritime et l'un des seuls amis de Barry.
- Akhmal (saison 2) est un membre de la mafia tchétchène qui sert souvent de bras droit de NoHo Hank.
- Yandal (saison 2) est un membre de la mafia tchétchène.
- Albert Nguyen (saison 2) est un soldat qui a été en service aux côtés de Barry.
- La détective May (saison 2) est la partenaire naïve et obtuse de John Loach.
- Leo Cousineau (saison 2) est le fils séparé de Gene Cousineau.

## Accueil

### Audiences
| Saison | Début de saison   | Début de saison | Début de saison | Fin de saison     | Fin de saison   | Fin de saison |
| Saison | Date de diffusion | Téléspectateurs | Ref.            | Date de diffusion | Téléspectateurs | Ref.          |
| ------ | ----------------- | --------------- | --------------- | ----------------- | --------------- | ------------- |
| 1      | 25 mars 2018      | 564 000         | [ 23 ]          | 13 mai 2018       | 548 000         | [ 24 ]        |
| 2      | 31 mars 2019      | 532 000         | [ 25 ]          | 19 mai 2019       | 2 210 000       | [ 26 ]        |

### Réception critique
La première saison a rencontré une réponse positive de la part des critiques depuis sa création. Sur le site Web d'agrégation de revues Rotten Tomatoes, la première saison affiche une cote d'approbation de 98 % avec une note moyenne de 7,73 sur 10, d'après 47 avis. Le consensus critique du site Web est le suivant : « Le syndrome de stress post-traumatique et la comédie forment un couple étrangement attachant dans la série Barry, qui s'avère plus poignante que sa prémisse de série à sketches ». Metacritic, qui utilise une moyenne pondérée, attribue à la saison un score de 83 sur 100 basé sur 28 critiques, indiquant « l'acclamation universelle ».
Dans Le Monde, Thomas Sotinel avance que l'ultime épisode de la série « mérite d’être vu plusieurs fois et, sans doute, d’entrer au programme de l’enseignement de l’art des séries, mais aussi de la philosophie contemporaine ».

### Marketing
Le 4 décembre 2017, HBO a sorti la première bande-annonce de la série,. Le 9 janvier 2018, HBO a sorti le premier trailer officiel de la série.

### Première
Le 21 mars 2018, la série a tenu sa première officielle au NeueHouse Hollywood à Los Angeles, en Californie,.
En avril 2018, la série sera projetée lors du festival Séries Mania à Lille, en France. Il apparaîtra aux côtés de sept autres programmes télévisés dans le "Best of the U.S." du festival des séries.

## Sources
- (en) Cet article est partiellement ou en totalité issu de l’article de Wikipédia en anglais intitulé « Barry (TV series) » (voir la liste des auteurs).